# Skinny Client Control Protocol
Das Skinny Client Control Protocol (SCCP, eigentlich Skinny Call Control Protocol) ist der proprietäre Cisco-Standard für Telefongespräche und Konferenzen auf Basis des Internet-Protokolls in Echtzeit. SCCP kann auch in Umgebungen mit H.323, MGCP und SIP eingesetzt werden.